# Vaccino diffondente Salvioli
Il Vaccino diffondente antitubercolare Salvioli (VDS) è stato, dal 1948 fino al 1976, un vaccino italiano contro la tubercolosi.  
Era preparato dal professor Gaetano Salvioli dell’Università di Bologna.  
Il VDS fu per alcuni decenni il concorrente italiano del francese vaccino BCG. 

## Storia
Il VDS, standardizzato in via definitiva tra il 1948 e il 1953 dal professor Gaetano Salvioli (Modena, 1894 - Bologna, 1982), traeva origine prima negli studi e nei prodotti vaccinali del professor Edoardo Maragliano e del professor Giovanni Petragnani (Lanciano 1893-Roma 1969), tisiologo e rettore dell’Università di Siena. 
Se Maragliano poté vantare, nel 1903, al congresso mondiale della medicina di Madrid di aver messo a punto per primo un siero antitubercolare con bacilli uccisi, Petragnani sviluppò ulteriormente le precedenti esperienze e dal 1927 al 1935 definì il vaccino italiano antitubercolare con il nome AIP (Anatubercolina Integrale Petragnani). Quando Petragnani interruppe gli studi e le applicazioni, perché nominato nel 1935 a Direttore Generale della Sanità Pubblica, da Benito Mussolini (responsabile anche del Ministero dell'interno), il professor Gaetano Salvioli continuò negli studi e applicazioni. 
Dal 1935 al 1948 Salvioli procedette alla formulazione di un vaccino chiamato in quel periodo VPS (vaccino Petragnani Salvioli).

## Composizione
Il VDS era costituito da Mycobacterium tubercolosis (o bacilli di Koch), uccisi al calore e addizionati a fermento ialuronidasi.
Una dose per neonati era costituita da: 
(Malossi C. Innocuità, praticità ed utilità del VDS; in Minerva Medica n. 30. Torino 1959, p. 1068)
I bacilli di Koch erano coltivati per 30-45 giorni in terreno Petragnani. Si procedeva alla disgregazione delle patine batteriche, o veli dei batteri coltivati, che dovevano essere spappolati, prima con spatola e successivamente con agitatori meccanici per ottenere così una più fine dispersione dei bacilli. L’uccisione delle sospensioni batteriche, era attuata con l’esposizione della durata di pochi minuti al calore sotto pressione alla temperatura di 110°, evitando però ebollizione.

### Il terreno Petragnani
La composizione e l’allestimento del terreno Petragnani era il seguente. 
Si prendeva 150 centimetri cubi di latte al quale si aggiungevano 1 grammo di peptone, 6 grammi di fecola di patate e una patata sbucciata lavata e a pezzi. Si portava in bagnomaria bollente e si agitava il tutto finché il terreno non avesse assunto una consistenza di tipo collosa. Si lasciava, sempre a bagno-maria per altri 30 minuti circa. Si faceva raffreddare fino a 40 gradi circa e si aggiungevano 4 uova intere ed un tuorlo. Si filtrava per mezzo di garza sterile in un cilindro graduato e si aggiungeva al filtrato il 3% di glicerina ed il 4% di una soluzione acquosa al 2% di malachite.
Si distribuiva quindi in grandi provette e si faceva coagulare a 80-85° per 30 minuti mediante un apparecchio progettato dallo stesso Petragnani che prevedeva un termoregolatore e appositi grandi provette inclinate in maniera che il terreno si solidificasse a becco di flauto. 

## 1948 -1951 congressi di tisiologia
Ci furono due importanti congressi di tisiologia (Montecatini 1949 e Napoli 1951), convocati per dimostrare la validità della lotta alla tubercolosi con l’uso del vaccino italiano (VPS e VDS) o con quello francese (BCG) oppure con i nuovi antibiotici. In quelle due occasioni si confrontarono le due scuole rappresentate da Gaetano Salvioli per il VDS e Vincenzo Monaldi per il BCG. In quelle due riunioni mediche tra i molti studi congressuali discussi il più noto che riguardò il vaccino italiano fu il cosiddetto esperimento involontario di Dolo perché considerato tra i migliori esempi dell’efficacia dello stesso.

### L’esperimento involontario di Dolo
Tra il 1938 e i primi mesi del 1943 il professor Sandro Taronna (Foggia 1901-Venezia 1972), direttore del Consorzio Antitubercolare della provincia di Venezia aveva vaccinato 354 bambini del brefotrofio Pio Ospedale della Pietà di Venezia. A causa dei bombardamenti sulla città lagunare 132 bambini furono trasferiti presso l’edificio sanatoriale di Dolo di cui 54 vaccinati con il vaccino italiano VPS (Petragnani – Salvioli). Disgrazia volle che la tubercolosi entrasse anche all’interno della struttura sanatoriale, provocando diverse vittime. Questa situazione involontaria fu studiata nel dopo guerra per circa 10 anni come un eccezionale caso. Ebbene, dopo un anno di convivenza forzata a causa della guerra, dei 54 vaccinati sopravvissero in 49. Morirono in cinque ma fu accertato con autopsie che avvenne per altre cause. Dei 78 non vaccinati sopravvissero in 48 ma ne morirono 12 per tbc. Gli altri 18 morirono per altre cause.

## I due produttori del VDS
Il vaccino antitubercolare italiano VDS fu prodotto inizialmente dalla ditta Alfa Farmaceutici di Bologna del dottor Marino Golinelli. Considerato gli ottimi risultati e la diffusione che aveva il VDS, tra il 1956 e il 1958 l’ISM (Istituto Sieroterapico Milanese Serafino Belfanti) di Milano, guidato allora dall’onorevole Giovanni Battista Migliori, acquisì dalla Alfa, i diritti di produzione. L’ISM di Milano era la più grande azienda pubblica di sieri e vaccini d’Italia. L’ISM fu, dal 1894 al 1994, un’istituzione non profit interamente di proprietà del Comune di Milano, con stabilimento in via Darwin a Milano. 
Nel biennio 1956 -1958 l’ISM produsse sei forniture. Nell’estate del 1958 però rinunciò alla produzione del vaccino perché la sua 6^ fornitura di 3000 pezzi, risultò non essere corrispondente al protocollo previsto dal professor Gaetano Salvioli. Questa partita provocò un’anomala vaccinazione che coinvolse, con una piaga nel punto di inoculazione, 2797 tra scolari della provincia di Venezia e neonati di Ferrara e Trieste. Piaga che impiegò diversi mesi prima di cicatrizzarsi. 
Dal 1959, fino alla decisione del Ministero della Sanità di adottare ufficialmente in Italia il BCG (art.1 del Decreto Ministeriale 25 giugno 1976), la produzione del VDS ritornò a cura delle società del dottor Marino Golinelli.

## Zone di applicazione
Nel secondo dopo guerra la diffusione della tbc in Italia era ancora molto alta, ma la vaccinazione antitubercolare non era obbligatoria. 
La bibliografia dell’epoca indica che dal 1948 al 1970 il VDS fu applicato molto diffusamente in diverse parti d’Italia. Nel 1970 si dichiarava fossero state eseguite circa 100 000 vaccinazioni con esito positivo.
Fu applicato diffusamente nel Comune e nella provincia di Bologna, in particolare presso la clinica pediatrica dell’Università di Bologna, diretta dallo stesso professor Gaetano Salvioli. 
Negli anni furono diversi i centri italiani (cliniche pediatriche, consorzi provinciali antitubercolari, sedi dell’ONMI) che applicarono il “vaccino all’italiana” come si usava dire all’epoca per distinguerlo dal “vaccino alla francese”, il concorrente BCG. 
Il VDS fu applicato anche all’estero: a Osaka in Giappone, Cecoslovacchia, Polonia, a Kolwezi (oggi nella Repubblica democratica del Congo).
Nella zona di Bologna (Comune e provincia) furono vaccinati fino l’80% dei neonati. Nella provincia di Venezia, il Consorzio Antitubercolare Provinciale vaccinò tra il 1953 e il 1958 circa 16 000 persone, in modo particolare gli scolari delle scuole elementari.